# Bert Smit
Bert Smit (14 de agosto de 1956) es un expiloto de motociclismo neerlandés, que compitió en el Campeonato del Mundo de Motociclismo entre 1983 y 1994. Su mejor temporada fue en 1988 cuando consiguió el decimoquinto puesto con un podio en el Gran Premio de los Países Bajos de 80cc. También se proclamó campeón nacional de los Países Bajos en la cilindrada de 125cc en 1988.

## Resultados en el Campeonato del Mundo
Sistema de puntuación de 1969 a 1987:
| Posición | 1.º | 2.º | 3.º | 4.º | 5.º | 6.º | 7.º | 8.º | 9.º | 10.º |
| Puntos   | 15  | 12  | 10  | 8   | 6   | 5   | 4   | 3   | 2   | 1    |

Sistema de puntuación de 1988 a 1992:
| Posición | 1.º | 2.º | 3.º | 4.º | 5.º | 6.º | 7.º | 8.º | 9.º | 10.º | 11.º | 12.º | 13.º | 14.º | 15.º |
| Puntos   | 20  | 17  | 15  | 13  | 11  | 10  | 9   | 8   | 7   | 6    | 5    | 4    | 3    | 2    | 1    |

Sistema de puntuación de 1993 en adelante:
| Posición | 1.º | 2.º | 3.º | 4.º | 5.º | 6.º | 7.º | 8.º | 9.º | 10.º | 11.º | 12.º | 13.º | 14.º | 15.º |
| Puntos   | 25  | 20  | 16  | 13  | 11  | 10  | 9   | 8   | 7   | 6    | 5    | 4    | 3    | 2    | 1    |

| Año  | Cat.  | Equipo       | 1     | 2       | 3       | 4       | 5       | 6       | 7       | 8       | 9      | 10      | 11    | 12    | 13     | 14    | Pts. | Pos. |
| ---- | ----- | ------------ | ----- | ------- | ------- | ------- | ------- | ------- | ------- | ------- | ------ | ------- | ----- | ----- | ------ | ----- | ---- | ---- |
| 1983 | 50cc  | PRS          | FRA - | NAT -   | GER -   | ESP -   |         | YUG -   | NED 15  |         |        |         | RSM - |       |        |       | 0    | -    |
| 1984 | 80cc  | Casal        | NAT - | ESP -   | AUT -   | GER -   |         | NED 17  | BEL -   | RSM -   |        |         |       |       |        |       | 0    | -    |
| 1985 | 80cc  | BZ-Casal     | ESP - | GER 25  | NAT -   | YUG -   | NED Ret | FRA -   | RSM -   |         |        |         |       |       |        |       | 0    | -    |
| 1986 | 125cc | Minarelli    | ESP - | NAT -   | GER 25  | AUT -   | YUG -   | NED 14  | GBR -   | RSM -   | BWU 16 |         |       |       |        |       | 0    | -    |
| 1987 | 80cc  | Casal        | ESP - | GER 15  | NAT -   | AUT 22  | YUG -   | NED 16  |         | GBR -   |        | CZE -   | RSM - | POR - |        |       | 0    | -    |
| 1988 | 80cc  | Krauser      | ESP - | EXP -   | NAT 14  | GER 16  |         | NED 3   |         | YUG Ret | FRA -  | GBR -   | SWE - | CZE 8 |        |       | 25   | 15.º |
| 1988 | 125cc | BZ-Minarelli | ESP - |         | NAT DNQ | GER -   | AUT -   | NED DNQ | BEL -   | YUG -   | FRA -  | GBR -   | SWE - | CZE - |        |       | 0    | -    |
| 1989 | 80cc  | Krauser      |       |         | ESP 15  | NAT Ret | GER 18  |         | YUG -   | NED 8   |        |         |       |       | CZE 13 |       | 12   | 18.º |
| 1989 | 125cc | Honda        | JPN - | AUS -   | ESP DNQ | NAT -   | GER DNQ | AUT -   | NED DNQ | BEL -   | FRA -  | GBR -   | SWE - | CZE - |        |       | 0    | -    |
| 1990 | 125cc | Honda        | JPN - | ESP DNQ | NAT -   | GER DNQ | AUT -   |         | NED DNQ | BEL -   | FRA -  | GBR DNQ | SWE - | CZE - | HUN -  | AUS - | 0    | -    |
| 1994 | 125cc | Honda        | AUS - | MAL -   | JPN -   | ESP -   | AUT -   | GER -   | NED Ret | ITA -   | FRA -  | GBR -   | CZE - | USA - | ARG -  | EUR - | 0    | -    |

| Color     | Resultado                                                               |
| --------- | ----------------------------------------------------------------------- |
| Oro       | Ganador                                                                 |
| Plata     | 2.ª plaza                                                               |
| Bronce    | 3.ª plaza                                                               |
| Verde     | Finalizó en los puntos                                                  |
| Azul      | Finalizó sin puntos                                                     |
| Azul      | NC - No clasificado                                                     |
| Violeta   | Ret - No terminó (Carrera)                                              |
| Rojo      | DNQ - No se clasificó                                                   |
| Negro     | DSQ - Descalificado                                                     |
| Blanco    | DNS - No empezó (carrera)                                               |
| Blanco    | WD - Retirado (fin de semana)                                           |
| Blanco    | C - Carrera cancelada                                                   |
| Sin color | DNP - Inscrito pero no participó                                        |
| Sin color | INJ - Lesionado                                                         |
| Sin color | EX - Excluido                                                           |
| Estado    | Resultado                                                               |
| Negrita   | Pole position                                                           |
| Cursiva   | Vuelta rápida                                                           |
| †         | Abandona, pero clasifica al completar el porcentaje requerido para ello |